# Carel Johannes Anthonius Koning
Carel Johannes Anthonius Koning (Naarden, 25 juli 1921 - Bilthoven, 1 februari 2000) was een Nederlands jurist en van 1975 tot 1984 voorzitter van de Nederlandse Centrale Raad van Beroep. Van 1979 tot 1989 was hij Nederlands staatsraad in buitengewone dienst.
Koning ging na zijn rechtenstudie aan de Rijksuniversiteit Utrecht in 1947 werken als griffier bij de Raad van Beroep. Van 1956 tot 1963 was hij voorzitter van de Raad van Beroep te Roermond. In 1963 werd Koning benoemd tot lid van de Centrale Raad van Beroep. Vervolgens werd hij in 1971 benoemd tot ondervoorzitter. Koning was voorzitter van de Centrale Raad van Beroep in de periode van 1 februari 1975 tot 1984. Tevens was hij van 2 juli 1979 tot juli 1989 staatsraad in buitengewone dienst bij de Raad van State.